# Águia-cobreira
Circaetus gallicus comummente conhecida como  águia-cobreira, é uma ave pertencente à família dos Accipítrideos.

## Nomes comuns
Além de «águia-cobreira», esta espécie dá ainda pelos seguintes nomes comuns: águia-cobreira-eurasiática,  guincho-branco, guincho-da-tainha e joão-branco.

### Etimologia
Quanto ao nome científico desta espécie:
- O nome genérico, Circaetus , provém do grego antigo, tratando-se da aglutinação dos étimos  κίρκος (circos), que significa «falcão» e  ἀετός (aetos), que significa «águia».[10]
- O epíteto específico, Gallicus, provém do latim, Gallĭcus, e significa «gaulês; relativo ou próprio da Gália».[11]

## Descrição
Tem um comprimento de 66 a 70 cm, envergadura de asas de 160 a 180 cm e pesa de 1,7 a 1,9 kg. Como na maioria das aves de rapina, mercê do dimorfismo sexual que os caracteriza, a fêmea é maior do que o macho.
O dorso é castanho acinzentado e tem as supra-alares claras e as rémiges escuras. As asas, quando abertas apresentam as junções carpais pronunciadamente projectadas para a frente, mostrando toda a face inferior branca e listrada de preto. Apresenta uma cabeça grande, semelhante à dos mochos, e quando vista de perto sobressai pelos olhos amarelos ou cor de âmbar.
Relativamente ao peito e às partes inferiores, exibe uma característica plumagem esbranquiçada, que é o elemento visual mais saliente desta ave. Com efeito, a coloração dos diferentes espécimes é,em todo o caso, consideravelmente variável, havendo, por isso, aqueles que se apresentam quase totalmente brancos e os que têm a cabeça escura com as asas sarapintadas. 
Pode confundir-se com a águia-pesqueira, que é a única águia europeia igualmente clara, porém, esta tem a cabeça pequena e a parte inferior branca.

## Habitat e distribuição

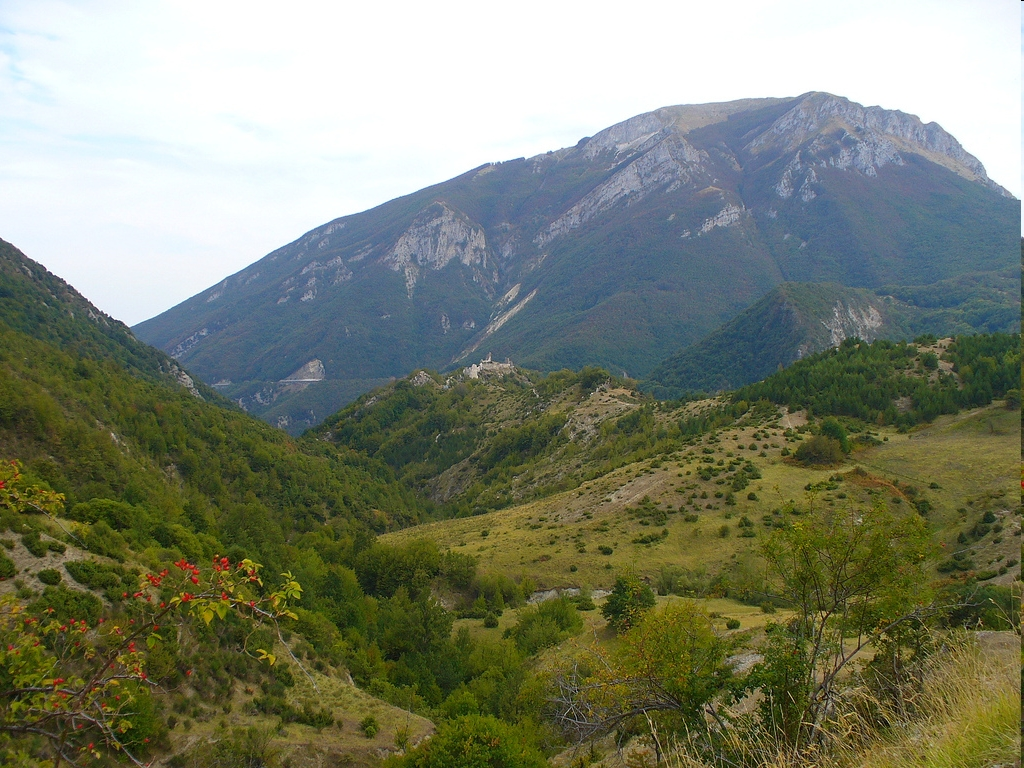
O imagem na Italia.

Esta é uma espécie do Velho Mundo que se distribui por toda a bacia do Mediterrâneo, Rússia e Médio Oriente assim como em áreas da Ásia (Paquistão, Índia e algumas ilhas da Indonésia).
A maioria das presentes na Europa migram principalmente para a África subsariana a norte do equador, partindo em Setembro/Outubro e voltando em Abril/Maio. Não sendo muito vulgar no sul e leste da Europa, aparece com certa frequência na Península Ibérica onde existem algumas residentes. As populações da Ásia são residentes.

### Portugal
Sendo certo que esta espécie se distribui de norte a sul de Portugal Continental, não havendo nenhuma região que se destaque particularmente em termos de densidade populacional, sendo certo que, em geral, se verifica que marca presença mais comummente no interior do que no litoral. 
Tratando-se de uma espécie estival, com mais acentuada presença em Portugal entre os meses de Março e Setembro, na maioria do país, assinala-se que tende a avistar-se em pleno Inverno, no Sul do país, particularmente no Alentejo.

### Ecologia
Encontra-se em planícies abertas e cultivadas, áreas rochosas de arbustos decíduos e áreas semi-desérticas. Faz o ninho em árvores.
Ocorre, no Sul de Portugal, em montados ou bosques de sobro e azinho, assim como em matorrais arborizados, ao passo que no Norte de Portugal, surge em áreas onde o coberto florestal forme manchas de maior dimensão, como em pinhais.

## Comportamento

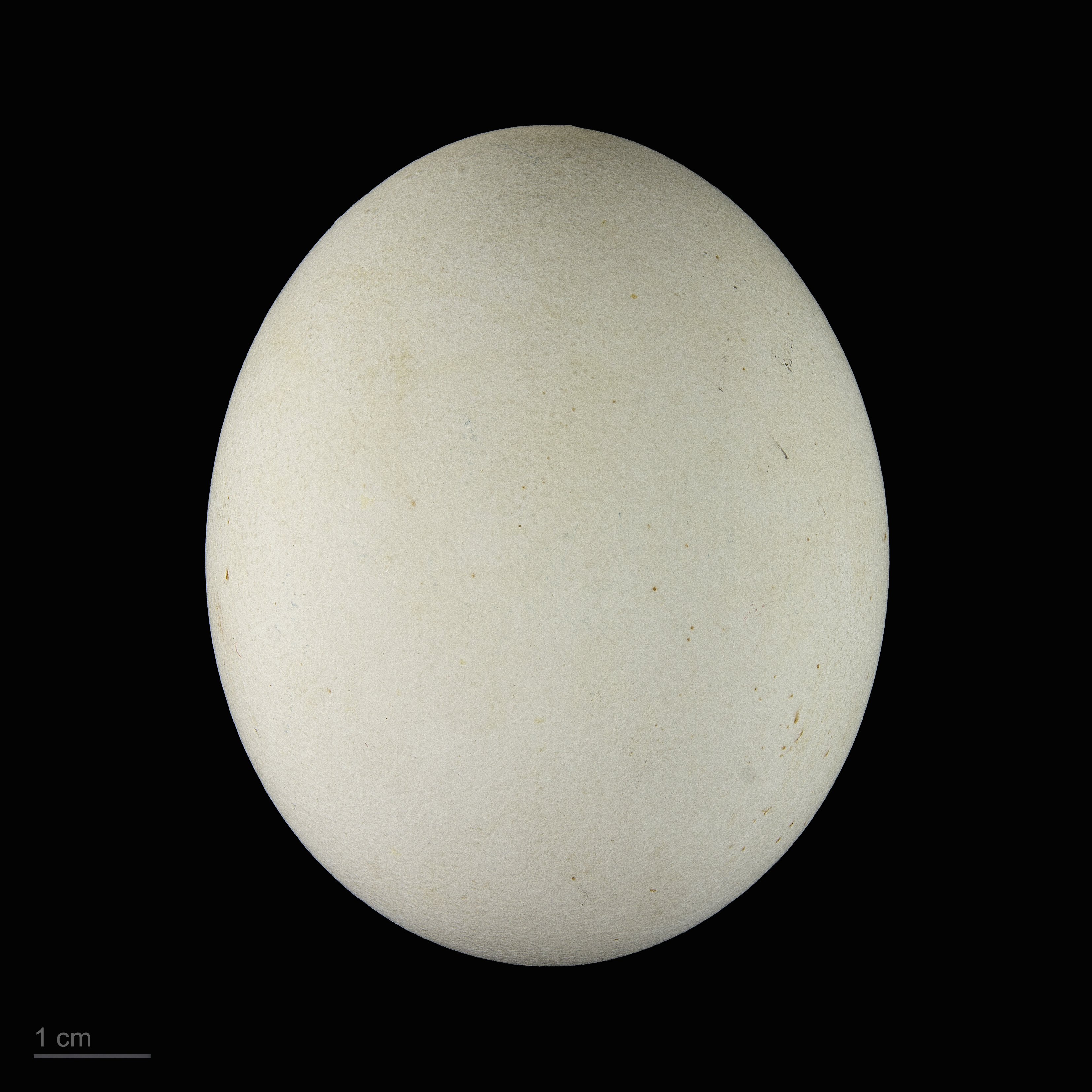
Circaetus gallicus - MHNT

A sua locomoção é voar. Plana em círculos com as asas planas e peneira ou fica imóvel no ar através de pequenos ajustes nas asas.
Quando paira, mantém as asas horizontais ou levemente levantadas. As asas apresentam a parte interior levantada, a parte exterior baixada e os "dedos" (remiges da ponta das asas) muito flectidos para cima. Peneira com frequência.
Alimenta-se principalmente de répteis, especialmente cobras (de onde o seu nome), mas também lagartos. Ocasionalmente caça pequenos mamíferos até ao tamanho de um coelho e raramente aves e grandes insectos.
Emite com frequência um silvo melancólico e melódico.
Põe apenas um ovo e pode viver até 17 anos.
Tem vindo a sofrer um rápido declínio em número e área de distribuição na Europa e é agora rara em muitos países devido às práticas da agricultura, necessitando de protecção. Na Ásia esta espécie não é ameaçada.

## Subespécies
A espécie é monotípica (não são reconhecidas subespécies).

## Conservação
Esta espécie encontra-se arrolada à lista de espécies de aves de interesse comunitário cuja conservação requer a designação de zonas de protecção especial, prevista no Anexo A-I do Decreto-Lei nº 140/99, de 24 de Abril.
Esta espécie, foi abarcada no programa da Rede Natura 2000, por molde a protegê-la contra a destruição ou degradação dos seus habitats.